# Acanthopsyche nigraplaga
Acanthopsyche nigraplaga är en fjärilsart som beskrevs av Alfred Ernest Wileman 1911. Acanthopsyche nigraplaga ingår i släktet Acanthopsyche och familjen säckspinnare. Inga underarter finns listade i Catalogue of Life.